# Campusantu Vezzu
Su Campusantu Vezzu è il sito, ubicato poco fuori dal centro di Orani, dove sorgono i ruderi della chiesa di Sant'Andrea e la sua torre campanaria, detta Torre aragonese. Il nome campusantu vezzu o vetzu (cimitero vecchio, in italiano), si deve al fatto che la chiesa in rovina venne utilizzata come cimitero nel corso del XIX secolo.

## Storia
La chiesa dedicata a sant'Andrea apostolo, antica parrocchiale di Orani, venne eretta a partire dal XVI secolo in stile gotico catalano, anche se la sua fondazione risale probabilmente a un'epoca precedente. L'edificio è per la prima volta menzionato nel 1539, nel resoconto della visita pastorale compiuta dal vescovo di Alghero Durante dei Duranti. Da questo documento si evince che la chiesa era in fase di costruzione, ancora priva del campanile, costruito nella seconda metà del '500. I documenti relativi a successive visite pastorali (quella del 1543 di monsignor Pietro Vaguer o quella del 1608 di Niccolò Cannavera), testimoniano il progressivo arricchimento della chiesa parrocchiale, con l'aggiunta di arredi e cappelle, costruite sotto il patronato delle famiglie benestanti di Orani. Il declino dell'edificio comincia alla fine del XVIII secolo. Nel 1815 la chiesa parrocchiale risulta inagibile, in quanto le cresime vennero amministrate nella chiesa del Rosario. Nel 1816 venne abbattuto il tetto, pericolante. Nel 1835 Sant'Andrea risulta in stato di rudere, mentre dal resoconto della visita pastorale di monsignor Eliseo Giordano del 1884 si conosce che la chiesa diroccata veniva utilizzata come camposanto; in quell'anno infatti il vescovo visitò, altre all'oratorio del nuovo cimitero, anche il campusantu vezzu nei ruderi dell'ex chiesa parrocchiale. Recenti lavori di restauro hanno interessato la torre e i ruderi della chiesa, mentre nel 2004 l'area è stata oggetto di una campagna di scavi secondo i metodi dell'archeologia medievale.

## Descrizione
Ciò che resta dell'ex parrocchiale di Orani è costituito dalla notevole torre campanaria, dalla facciata, alcune mura e arcate dell'area absidale e porzioni di cappelle laterali. La torre, in trachite, è a canna quadrata, culminante nella guglia piramidale dal profilo seghettato (dovuto alle caratteristiche sporgenze trachitiche). La parte alta del campanile, dove si aprono monofore ad arco ogivale, è ornata da archetti pensili.
La facciata, che originariamente si presentava a capanna, venne successivamente dotata di un coronamento piatto ornato da merlature. Vi si aprono tre portali (quello destro è tamponato), sormontati da altrettante aperture rettangolari. Il portale centrale presenta stipiti e architrave modanati, entro paraste in trachite rosa che reggono la trabeazione, sopra la quale è un timpano. All'interno del timpano è un bassorilievo raffigurante la croce greca di sant'Andrea.
Si ipotizza che la pianta della chiesa fosse a croce greca. Le cappelle laterali conservatesi si presentano in parte voltate a botte e in parte con volta a crociera, come quelle ai lati del presbiterio.